# Abominable Putridity
Az Abominable Putridity 2003-ban alakult orosz slamming/technikás death metal együttes. Fő jellemzőik a mély hörgés és a gyors dobszólók.

## Története
A zenekart két tag alapította: Alexander Koubiachvili és Pavel. Karrierjük kezdetén még Devoured Entrails néven működtek. Először egy demó lemezt adtak ki 2006-ban, melyet egy évvel később, 2007-ben követett a zenekar legelső nagylemeze. 2011-ben újabb demót dobtak piacra, majd 2012-ben megjelent a második stúdióalbumuk is. Az együttes tagjai bejelentették, hogy dolgoznak a harmadik lemezen is.
Az évek alatt számos tag megfordult az együttesben. Jelenlegi énekesük az amerikai Angel Ochoa, aki a Cephalotripsy énekese is.

## Diszkográfia
- Promo 2006 (demó)
- In the End of Human Existence (2007)
- Promotional CD 2011 (demó)
- The Anomalies of Artificial Origin (2012)
- Supreme Void (kislemez, 2018) [1]
- Demolisher (válogatáslemez, 2019)
- Non Infinite Sequence (kislemez, 2020)
- Parasitic Metamorphosis Manifestation (album, 2021)